# Matzwitz
Matzwitz ist ein im Norden Wagriens gelegenes holsteinisches Dorf.

## Geografie
Matzwitz ist ein Ortsteil der im nordöstlichen Teil des Kreises Plön gelegenen Gemeinde Panker. Die Ortschaft befindet sich etwa sechseinhalb Kilometer nordnordwestlich von Lütjenburg – in dem die Amtsverwaltung der Gemeinde Panker ihren Sitz hat – und liegt auf einer Höhe von 17 m ü. NHN.

## Verkehr
Der Anschluss an das öffentliche Straßenverkehrsnetz wird durch die Kreisstraße K 26 hergestellt, die etwa einen halben Kilometer südwestlich der Ortschaft von der Landesstraße L 165 abzweigt.